# Polikardiografia
Polikardiografia – jest techniką diagnostyczną (grupa metod polielektrograficznych) układu sercowo-naczyniowego opartą na równoczesnej rejestracji zapisu zjawisk elektrycznych, akustycznych oraz pulsu ciśnienia krwi. Polikardiografia wypełnia więc lukę pozostawioną przez elektrokardiografię w zakresie diagnozowania:
- niedomykalności zastawek,
- utraty sprężystości łuku aorty lub innych tętnic jako przyczyny chronicznego nadciśnienia tętniczego,
- przewężeń tętniczych na tle miażdżycowym itp.

Polikardiografia jest wypierana ostatnio przez dopplerowskie metody ultrasonograficzne, umożliwiające dokładniejsze określenie tzw. objętości wyrzutowej – podstawowego parametru mechanicznego reprezentującego pracę układu sercowo-naczyniowego. Nadal jednak powinna być brana pod uwagę jako niedrogie urządzenie diagnostyczne rozszerzające możliwości standardowej elektrokardiografii.
Do technik kardiograficznych zalicza się:
- fonokardiografię (FKG), która jest zapisem zjawisk akustycznych powstających podczas pracy serca,
- sfigmografię – rejestrację tętna tętniczego,
- apekskardiografię – rejestrację uderzenia koniuszkowego serca.

Każdy z tych sygnałów może być rejestrowany współbieżnie z elektrokardiogramem za pomocą rejestratora wielokanałowego. Jedynym wymaganym środkiem technicznym jest odpowiedni przetwornik (kardiomikrofon lub piezosfigmometr) i przystawka dopasowująca parametry elektryczne sygnału do wejść typowych torów sygnałowych rejestratora EKG.